# アンジェイ・ブンツォル
アンジェイ・ブンツォル（ポーランド語: Andrzej Buncol、本名:アンジェイ・ベルナルド・ブンツォル、Andrzej Bernard Buncol、1959年9月21日 - ）は、ポーランドの元サッカー選手。ポジションはMF。

## 経歴
ブンツォルは地元グリヴィツェのクラブでサッカーを始めると1979年にルフ・ホジューフで1部リーグデビューを飾る。その年にエクストラクラサ（ポーランド1部リーグ）優勝に貢献した。1981年に強豪のレギア・ワルシャワへ移籍したが、1985年と1986年の国内リーグで連続2位に入ったのが最高成績でタイトル獲得は成らなかった。1986年からは海外移籍を果たし、ドイツのFCホンブルクを経て翌1987年にバイエル・レバークーゼンへ移籍。レバークーゼンでは移籍初年度からエーリッヒ・リベック監督の下で出場機会を掴み、1987-88シーズンのUEFAカップ初優勝に貢献し、彼のサッカー人生において最も大きな成功を収めた。1992年からはフォルトゥナ・デュッセルドルフへ移籍し、1997年に現役引退をした。
ポーランド代表としては1980年2月17日に敵地のマラケシュで行われたモロッコ戦で代表デビューを飾った。これ以降、代表監督のアントニ・ピエチニチェクの下で代表へ定着し、1982年のFIFAワールドカップ・スペイン大会では1次リーグのペルー戦で1得点を決めるなど全6試合に出場し同国の3位入賞に貢献した。1986年のFIFAワールドカップ・メキシコ大会にも出場するなど国際Aマッチ51試合出場6得点を記録した。